# Capraia-Vulkan
Der Capraia-Vulkan ist ein erloschener, polygenetischer Stratovulkan, der während des Tortoniums im nördlichen Tyrrhenischen Meer die zum Toskanischen Archipel gehörende Insel Capraia aufbaute.

## Geologischer Rahmen

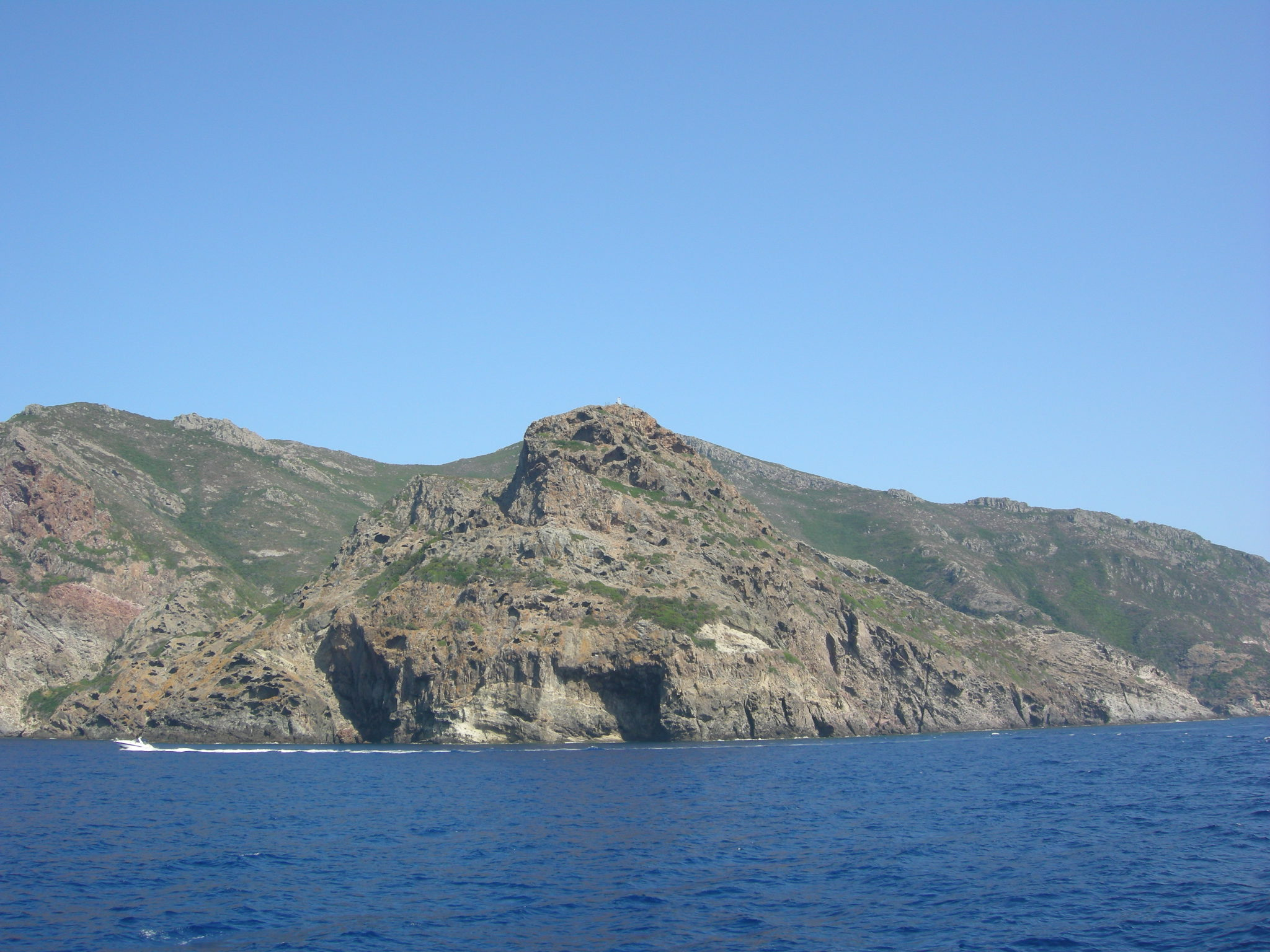
Punta del Trattoio. Deutlich erkennbar die zum Meer nach Südwesten einfallenden Vulkanite sowie entlang der Basis eine Winkeldiskordanz in der Schichtenfolge

Während des Burdigaliums führte der Korsosardische Mikrokontinent eine gegen den Uhrzeigersinn gerichtete Rotation durch, welche ihn vom europäischen Festland zwar weiter entfernte, ihn dadurch aber auch an den nördlichen Sporn Apulias annäherte. In seinem östlichen Vorfeld kam es wegen der räumlichen Einengung zum südwestwärts gerichteten Abtauchen Apulias und zur Deckenstapelung des langsam entstehenden Apenninenorogens. Die durch die Subduktion bewirkte Krustendehnung im Backarcbereich des Apenninenbogens ermöglichte es jetzt angestauten Magmen an Bruchsystemen im Untergrund von Capraia aufzudringen. Die Magmen traten an mehreren Förderzentren und Lavadomen aus und mittels sich überlappender Lava-, Aschen- und Blockflüsse sowie pyroklastischer Ablagerungen baute sich schließlich ein asymmetrischer Stratovolkan auf – der Capraia-Vulkan.

## Stratigraphie und Vulkanaufbau

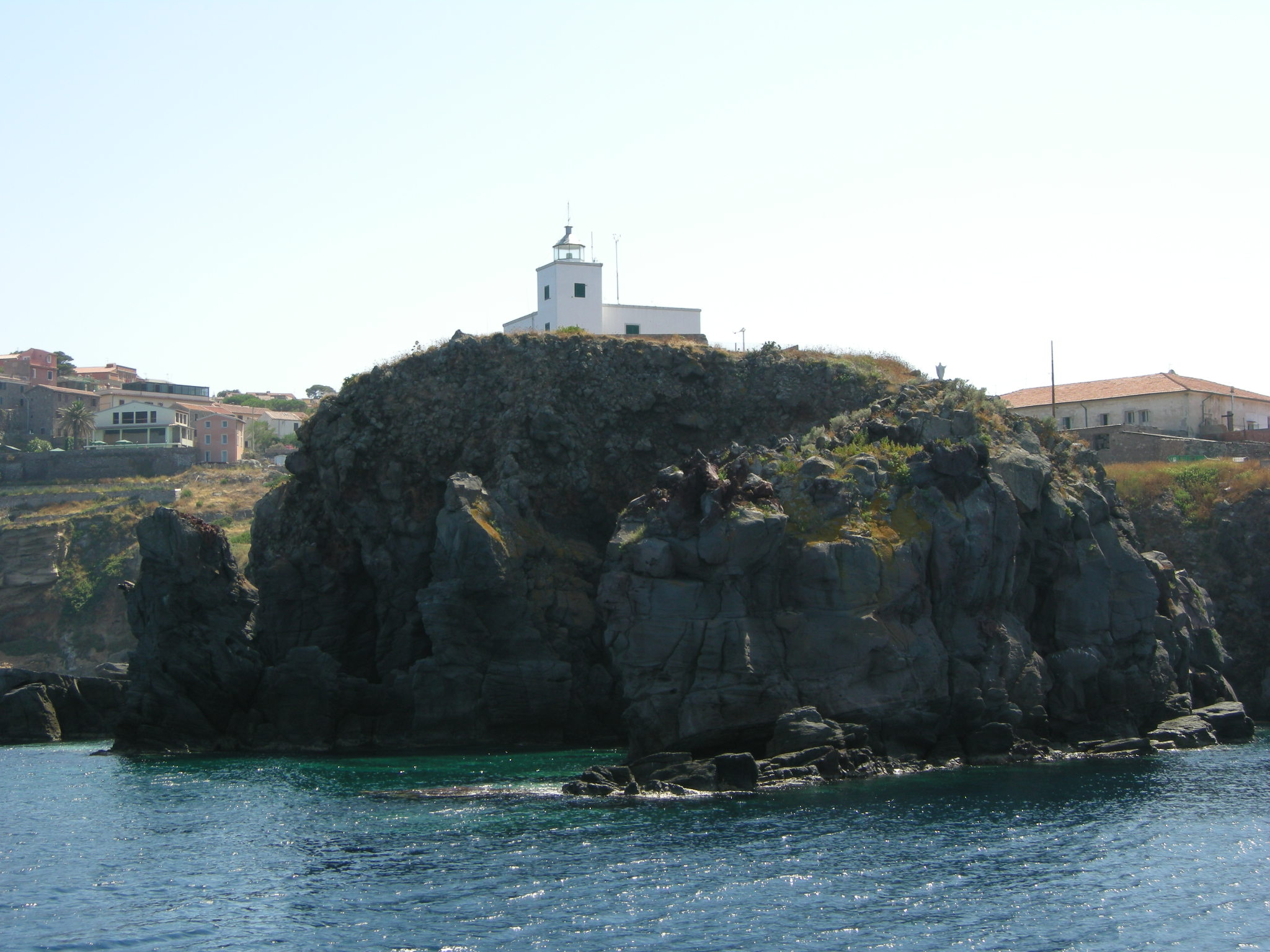
Der jüngste Lavafluss des Capraia-Vulkans an der Punta del Ferraione

Die an der Oberfläche aufgeschlossenen vulkanischen Ablagerungen des Capraia-Vulkans lassen sich in zwei Abfolgen unterteilen, in eine ältere und in eine jüngere Serie. Die ältere Serie wurde um 7,6 bis 7,55 Millionen Jahre BP abgelagert und umfasst folgende unterscheidbaren Gruppen:
- Monte Castello
- Monte Campanile
- Monte Rosso
- Punta del Trattoio

Die jüngere Serie, bestehend aus der Gruppe des Monte Ruscitello, folgte gegen 7,2 bis 7,15 Millionen Jahre BP.
Im Aufbau des Stratovulkans sind zwei größere Förderzentren sowie zwei Domstrukturen erkennbar. Die beiden, etwa 3 Kilometer voneinander entfernten Förderzentren liegen sich in Ost-West-Richtung gegenüber, sind aber beide durch späteren Flankenabriss schwer in Mitleidenschaft bzw. vollständig zerstört worden. So ist beispielsweise vom älteren Förderzentrum nichts mehr erhalten, es liegt jetzt vielmehr im Meer östlich der Garitta del Bagno. Das jüngere und wesentlich bedeutendere Förderzentrum befindet sich westlich vom Monte Ruscitello an der Punta de Recisello. Es ist für die Hauptmasse der auf Capraia geförderten vulkanischen Ablagerungen verantwortlich. Die bedeutendere der beiden Domstrukturen baut den Monte Campanile an der Ostküste auf. Die zweite, wesentlich kleinere Domstruktur liegt etwa 2 Kilometer weiter nördlich an der Punta di Porto Vecchio ebenfalls an der Ostküste. Zwei kleinere eruptive Zentren liegen in den Schüttresten des Förderzentrums von Garitta del Bagno. Aus einem dieser Zentren erfolgte der letzte Lavafluss des Capraia-Vulkans, der nach Nordnordost an der Festung San Giorgio vorbei zur Punta del Ferraione hin abfloss.

## Petrologie
Der hoch-K-kalkalkalische (Englisch high-K calc-alkaline oder abgekürzt HKCA) Capraia-Vulkan wird entweder zur Korsischen oder zur Toskanischen Magmenprovinz gerechnet. Die geförderten Laven bestehen petrologisch aus kaliumreichen Andesiten, Daziten und Rhyolithen, können aber teils auch in die TAS-Felder Latit und Trachyt hinüberwechseln. Die mineralogische Struktur der Vulkangesteine ist generell porphyritisch und wird von Plagioklas-Phänokristallen beherrscht, zu denen sich Klinopyroxen, Orthopyroxen und Biotit gesellen. Vereinzelt treten auch Olivin und Amphibol hinzu. In der Grundmasse finden sich Alkalifeldspat, Apatit, Zirkon und Opakmineralien.

### Chemische Zusammensetzung
Bei den Hauptelementen streuen die SiO2-Werte zwischen 60 und 71 Gewichtsprozent, die an Silizium gesättigten Gesteine haben somit eine intermediäre bis saure Zusammensetzung, wobei die Vulkanite der jüngeren Serie saurer als die der älteren Serie sind. Der K2O-Gehalt bewegt sich zwischen 2,6 und 4,6 Gewichtsprozent und der Na2O-Gehalt zwischen 3,4 und 3,8 Gewichtsprozent. Die MgO-Werte schwanken zwischen 4,3 und 1,3 Gewichtsprozent und sind in den intermediären Vulkaniten erhöht.
Die Spurenelementverteilung in den Vulkaniten des Capraia-Vulkans zeigt eine Anreicherung an inkompatiblen Elementen und wird durch eine Abreicherung an HFSE- gegenüber LILE-Elementen charakterisiert. Sie ist somit durchaus mit der Verteilung bei anderen Vulkaniten der Toskanischen Magmenprovinz vergleichbar und weist überdies Ähnlichkeiten zum Sisco-Lamproit auf Korsika auf. Das Initialverhältnis der Radioisotopen 87Sr/86Sr (0,708720–0,710200) ist bedeutend niedriger als bei den Vulkaniten der Toskanischen Magmenprovinz und liegt näher am Wert des korsischen Lamproits (0,712290). Das Initialverhältnis von 143Nd/144Nd (0,512234–0,512280) hingegen liegt etwas oberhalb des toskanischen Werts, ähnelt aber erneut dem Sisco-Wert (0,512150).

## Petrogenese
Die Vulkanite des Capraia-Vulkans zeigen Übereinstimmungen mit Lamproiten, erkennbar an ihrem Spurenelementmuster, an den Isotopenverhältnissen und an der Zusammensetzung ihrer Klinopyroxene, wohingegen zu den kalkalkalischen und shoshonitischen Gesteinen des Äolischen Inselbogens seltsamerweise nur wenig Gemeinsamkeit besteht. Dies bekräftigt die Hypothese, dass die HKCA-Gesteine vom Capraia-Vulkan tatsächlich mit Lamproiten verwandt sind und eine lamproitische Magmenkomponente bei ihrer Entstehung eine wichtige Rolle gespielt hat. Dies würde auch die starke Variabilität des Kaliumgehalts bei den Andesiten des Capraia-Vulkans erklären, welche mittels gewöhnlicher Evolutionsprozesse ansonst nur schwer zu verstehen ist.
Sehr ähnliche Lamproite treten (neben Korsika und der Toskana) auch in den Westalpen und in der Betischen Kordillere in Andalusien auf.  Es wird angenommen, dass die starke Variabilität im Kaliumgehalt der lamproitischen Gesteine durch partielles Aufschmelzen  (mit unterschiedlichen Aufschmelzraten) von lithosphärischen Mantelgesteinen, welche von metasomatischen Phlogopitadern durchsetzt sind, erreicht wird. In diesem Szenario repräsentieren Lamproite nahezu reine Aderschmelzen, wohingegen bei den weniger kaliumreichen kalkalkalischen und shoshonitischen Magmen neben den Adern auch Mantelmuttergestein mit aufgeschmolzen wurde. Anders ausgedrückt stellen Kalkalkaligesteine wie am Capraia-Vulkan und Shoshonite lamproitische Magmenedukte dar, welche durch an Spurenelementen abgereicherte Peridotitmagmen verdünnt wurden.

## Datierung
Der Capraia-Vulkan wuchs über einer sich mehrere hunderte Meter über den umgebenden Meeresboden erhebenden untermeerischen Basis heran, welche von Nordnordost-Südsüdwest-streichenden Bruchstrukturen begrenzt wird. Dieser ältere Sockelbereich dürfte vermutlich auf 8,3, womöglich auch auf 9,5 Millionen Jahre BP zurückgehen. Der über dem Meeresspiegel liegende Stratovulkan wird auf 7,59 bis 7,25 Millionen Jahre BP (auch 7,50 bis 6,90 Millionen Jahre BP) datiert. Mit dem Beginn des Messiniums erloschen die Tätigkeiten am Capraia-Vulkan. Nach einer Förderpause von rund 3 Millionen Jahren entstand im Zancleum an der äußersten Südspitze der Insel der Zenobito-Vulkan, der sich aber petrologisch deutlich von seinem Vorgänger absetzt.